# James Bond Junior
James Bond Junior är en amerikansk tecknad TV-serie producerad av Murakami-Wolf-Swenson och United Artists Corporation, och ursprungligen visad i lokal syndikering under perioden 16 september-13 december 1991. Serien är baserad på böckerna och filmerna om James Bond. Serien handlar om James Bonds brorson, James Bond Junior, som är student på Warfield-akademin. TV-serien kom även ut som TV-spel till NES och SNES.

## Rollfigurer

### Huvudpersoner
De olika invånarna på Warfield-akademin, bestående av James Bond Junior, hans vänner, Erik Äckelbäck och de två presenterade personerna av lärarkårens personal, fungerar som seriens huvudpersoner. De flesta av dem medverkar i seriens alla avsnitt. Ibland vill bara två eller tre av James vänner följa med honom på hans äventyr. De andra stannar på Warfield för att stoppa Eriks planer att sätta James i knipa.
- James Bond Jr. - Seriens hjälte och brorson till James Bond. Han representerar Warfield-akademin och har många vänner där som hjälper honom i hans uppdrag. Det börjar även växa en romans mellan Bond och Tracy Milbanks.
- Horace Boothroyd/IQ - Ett vetenskapligt geni, James rumskamrat och en av hans bästa vänner. Han är väldigt intelligent, snabbtänkt och högst påhittig. Han bygger ofta uppfinningar som han ger till James, som hjälper honom i kampen mot Scum-agenter. Han är sonson till Q.
- Tracy Milbanks - Dotter till akademins rektor, Bradford Milbanks, och en av James Bond Jr:s närmsta vänner. Hon följer ofta med James i hans uppdrag. Hon blir mycket svartsjuk när en annan flicka närmar sig James, men vägrar oftast erkänna det.
- Gordon Leiter - Solbränd, blond, idrottande och den "starka handen" i gruppen. Han kommer ifrån Kalifornien och är 007:s CIA-medhjälpare Felix Leiters son. Han backar aldrig undan när hans vänner behöver ett starkt handtag.
- Fillie Farragut (Phoebe Farragut) - Tracys bästa väninna och dotter till en rik affärsman. Fillie gör inga hemligheter av sin kärlek till James, dock blir aldrig känslorna besvarade. Hon framstår som mindre självsäker och populär än de andra i gruppen.
- Erik Äckelbäck IV (Trevor Noseworthy IV) - Skvallerbyttan från Warfield-akademin. Han kommer från en rik familj och har ett överdrivet storhetsvansinne. Han är feg, elak och reser ofta tillsammans med Bond i smyg, i hopp om att avslöja att han lämnat skolan utan lov, men något som Erik själv hamnar i knipa för.
- Bradford Milbanks - En tidigare Royal Air Force-officer, som numera är rektor på Warfield-akademin och Tracys far. Han är oftast allvarlig och sträng, men han är en rättvis och tjänstvillig rektor och far.
- Burton "Buddy" Mitchell - Den här tidigare FBI-agenten och medhjälpare till 007 är numera idrottslärare på akademin. Han är stark, intelligent och hjälpsam. Mitchell vet ofta mer om James Bond Jr:s aktiviteter än sina kollegor, och riskerar ofta sitt jobb genom att låta James resa ut på farligheter.

### Skurkar
Det finns ett flertal skurkar i serien. De flesta av dem jobbar för S.C.U.M. (Saboteurs and Criminals United in Mayhem). S.C.U.M. är en internationell brottsorganisation som leds av den onde Scumlord. Många av skurkarna som har setts tidigare var helt olika sina företrädare i Bondfilmerna. Till exempel Dr. No liknar en grönhudad, långhårig mutant. Alla återkommande, namngivna skurkar är listade här. Det finns vissa avsnitt (som Shifting Sands, där den egyptiske och storhetsvansinnige Farao Fearo medverkar) där det dykt upp "engångsskurkar", som inte är med i listan.
- Scumbossen (Scumlord) - Den mystiske ledaren för S.C.U.M., som sällan syns utanför skuggorna. Vissa fans förmodar att han är ingen mindre än Ernst Stavro Blofeld. Han ger ofta order till andra S.C.U.M.-skurkar via monitorskärmar och är alltid klädd i rock, hatt och solglasögon. Han har en hund, som heter Gräddnos (Scuzzball), som ofta syns vid hans hälar. Medverkar i 10 avsnitt.
- Dong (Jaws) - En korkad skurk, vars kännetecken är hans ståltänder som förstör nästan allt han tuggar på. Han är oftast hantlangare till högre rankade S.C.U.M.-agenter och jobbar ofta ihop med Ding-Ding. Till skillnad från sin motsvarighet i filmerna så pratar han i denna version, och hela hans underkäke är nu gjord av stål. Det förklaras i romanen "A View to a Thrill", som är baserad på TV-serien, att han sköts i munnen under ett bankrån, och det enda sättet för läkarna att rädda hans liv var att ge honom en uppsättning av metalltänder och mekaniska käkmuskler. Medverkar i 21 avsnitt.
- Ding-Ding (Nick Nack) - En väldigt liten hantlangare med en enorm haka, som ofta utsätts för "låga skämt" från både James Bond Jr. och sin elaka "andra hälft", Dong, som han nästan alltid är kopplad med i S.C.U.M.:s olika system. Medverkar i 15 avsnitt.
- Doktor Derange (Doctor Derange) - En galen vetenskapsman med en stark fransk brytning och en stor passion för radioaktiva material och vapen, särskilt plutonium. Han kännetecknas av sitt långa, mörka hår och av att hans vänstra öga är större än det högra. Han är en av de vanligaste skurkarna i serien. Medverkar i 16 avsnitt.
- Skullcap - En topprankad attentatsman från S.C.U.M., som nästan alltid jobbar för Doktor Derange. Överdelen av hans skalle är gjord av stål som omger hans hjärna, varifrån han fick sitt kodnamn. Han är extremt elak och skoningslös, men inte särskilt listig. Medverkar i 8 avsnitt.
- Goldfinger - En av Bond Jr:s smartaste och mest manipulativa fiender. "Var det än finns guld, finns Goldfinger" brukar det sägas. Hans system är helt motiverat av girighet och han är oftast assisterad av sin hantlangare Oddjob. Medverkar i 4 avsnitt.
- Goldie Finger - Goldfingers bortskämda och lika skurkaktiga dotter, som delar sin fars kärlek till guld och hans hänsynslösa sätt att försöka få tag i det. Förutom då hon jobbar ihop med sin pappa så är hon ofta i sällskap med Barbella. Medverkar i 4 avsnitt.
- Oddjob - Liksom Dong och Ding-Ding jobbar ofta den här killen för andra skurkar, särskilt för Goldfinger. Han är klädd i träningsoverall, ett stort kedjehalsband av guld, som har hans OJ-initialer, och skyddsglasögon. Hans kännemärke, den rakbladsvassa hatten, är också tillbaka (det är i den här serien en hög hatt istället för ett plommonstop). I det första avsnittet där han medverkar pratar han inte, som han inte gör i filmen Goldfinger heller. Han börjar mystiskt nog att göra det senare i serien. Medverkar i 8 avsnitt.
- Barbella - En kvinnlig bodybuilder med ett hett temperament som ofta visar övermänsklig styrka. Hon använder hellre sina muskler än sitt huvud i sina gärningar. Barbella är inte lojal mot någon, särskilt inte S.C.U.M., som hon förråder i ett avsnitt där hon försöker förstöra deras internationella högkvarter. Hon jobbar ofta ihop med Goldie Finger. Medverkar i 5 avsnitt.
- Doktor No (Doctor No) - Ett ondskefullt geni och en av Bond Jr:s mest skoningslösa motståndare. Den här versionen skiljer sig mycket från originalet, Dr Julius No. Han har nu grön hud (troligen för att han föll ned i en tank med kemikalier i Bondfilmen) och metallhänder. Hans brytning, kostym och mustasch är asiatiska, och många av hans system innehåller ninjor, samuraisvärd och liknande. Medverkar i 7 avsnitt.
- Spoiler - En högljudd S.C.U.M.-agent som leder ett gäng vandaler med kedjedrivna motorcyklar, så att de snabbt kan ta sig från brottsplatser. Toppagenterna inom S.C.U.M. som han har jobbat för varierar och inkluderar Baron von Skarin, Dr. Derange och Doktor No. Medverkar i 3 avsnitt.
- Kapten Walter E. Pank (Captain Walker D. Plank) - En typisk pirat som är försedd med krok, ögonlapp och en talande papegoja (som också bär en ögonlapp, samt ett träben). Hans brott äger ofta rum till havs, och består framför allt av bortrövning, plundring och herravälde över alla oceaner i världen. Dong jobbar ofta för honom. Medverkar i 10 avsnitt.
  - Bilge och Pump - Ett par elaka sjöbusar och två av Kapten Panks pirater. Bilge, den längre och mer stortandade i duon, har en särskild tendens att göra stygga saker medan den knubbige, knogande Pump är mer trögtänkt. Medverkar i 2 avsnitt.
- Baron Von Skarin - Denna rika bayerska baron är också en internationell terrorist och vapensmugglare. Von Skarin är grym och elak, men han avstår aldrig från sitt eleganta framträdande. Han bär vanligen pälsverk av hög klass och en monokel för sitt högra öga. Han syns ofta rapportera direkt till Scumlord, och verkar vara en av hans mest favoriserade agenter. Han har även en ilsken hund vid namn Schnitzel som ofta syns i hans sällskap. Medverkar i 7 avsnitt.
- Miss Fortuna (Ms. Fortune) - En rik, kriminell aristokrat. Hennes välfyllda bankkonto hindrar henne inte från att försöka bli ännu rikare, dock på ett högst kriminellt sätt. Medverkar i 6 avsnitt (varav ett cameoframträdande).
  - Snuffer - Miss Fortunas skurkaktiga och djupt obehagliga butler och medbrottsling. Han kanske ser ut och låter som en ödmjuk betjänt, men hans ambitioner är dock inte så ödmjuka. Han njuter av att planera särskilda och gräsliga slut för Bond och hans vänner. Han avslutar varje mening till sin mästarinna med "frun". Medverkar i 5 avsnitt.
- Kameleonten (The Chameleon) - Den här farliga brottslingen har förmågan att byta skepnad på sitt ansikte med hjälp av nanotekniska mekanismer som är implanterade under dess hud. De kontrollerar hans ansiktsmuskler och låter honom förändra sitt utseende på några sekunder. Han är listig, slug och en skurk värd att frukta. Medverkar i 3 avsnitt.
- Tiara Hotstones - Den här juvelälskande legoknekten agerar mer som en betald frilansare istället för en fullvärdig medlem av organisationen. Trots sin hänsynslöshet i sina handlingar föredrar hon smycken och pengar framför makt och världsherravälde. Medverkar i 3 avsnitt.
- Maximillion Cortex - En mycket liten skurk med en enormt stor hjärna (som hans namn antyder). Cortex är väldigt rik, men letar alltid efter sätt att öka sitt bankkonto ytterligare, och sätten är sällan lagliga. Medverkar i 2 avsnitt.
  - Vänsterhalv och Högerhalv (Leftbrain and Rightbrain) - Cortexs assistenter. Ett par överviktiga korkskallar, vars storlek och intelligens skiljer sig mycket från deras chef. Trots att de liknar varandra utseende- och beteendemässigt, är de inte släkt. Medverkar i 2 avsnitt.
- Masken (The Worm) - Den ende återkommande skurken i serien som inte tycks ha några kopplingar till S.C.U.M.. Han är en första klassens terrorist och hypokondriker som avskyr solljus. Därför äger hans planer ofta rum i underjorden. Medverkar i 2 avsnitt.

### Bondflickor
I många avsnitt möter James Bond Junior "gästflickor" som han ofta räddar livet på. Liksom i 007-traditionen är många av deras namn baserade på ordlekar. Några av de mer betydande är:
- Lotta Dinaro - Dotter till en arkeolog som söker efter Eldorado. De är båda kidnappade av Oddjob och Goldfinger. Från avsnittet Earthcracker.
- Lt Shelley Kaysing - En amerikansk armélöjtnant som Kameleonten försöker ta kål på i samband med sin plan att stjäla ett hemligt armévapen. Från avsnittet The Chameleon.
- Marcie Beaucoup - En fransk spion som träffar James Bond Jr. på en svävare. Hon och Bond är tillfångatagna av Dr. Derange och måste fly från Eiffeltornet innan en missil avfyras, och dödar dem båda. Från avsnittet The Eiffel Missile.
- Terri Firma - Dottern till en ledande seismolog som blir tvingad att jobba för S.C.U.M. när hennes far är kidnappad. Från avsnittet Never Give a Villain a Fair Shake.
- Hayley Comet - En student på Warfield, vars far, som är professor, är kidnappad av agenter från S.C.U.M. förklädda till utomjordingar från yttre rymden. Från avsnittet Invaders from S.C.U.M.
- Wendy Day - En meteorolog som hjälper James att stoppa Doktor Derange från att utföra sin plan att ta kontroll över vädret. Från avsnittet Weather or Not.
- Sgt Victoria Province - En ridande polis som James bekantar sig med i Toronto. Hon hjälper honom att förstöra Baron von Skarins plan att slå ut stadens elektriska kraftnät. Från avsnittet Northern Lights.

### Övriga figurer
Vissa rollfigurer medverkar bara vid ett fåtal tillfällen genom hela serien, men kan ändå nämnas vid många tillfällen och vara en viktig påverkan för handlingen i många avsnitt. Vissa nyckelfigurer från filmerna dyker inte upp alls, men nämns däremot i många avsnitt och har ibland även sagts vara i närheten utanför bild. Dessa inkluderar James farbror, IQ:s farfar och Gordons far. Vissa figurer i TV-serien har däremot varit synliga i bild, men inte i tillräckligt många avsnitt för att de ska klassificeras som huvudpersoner.
- Reginald Farragut - Fillies far, som är en mycket rik företagare inom flygindustrin. Detta kommer väl till pass många gånger när James och hans vänner behöver resa någonstans i världen. Även om han regelbundet nämns har han bara dykt upp fysiskt i avsnitten Never Give a Villain a Fair Shake och The Thing in the Ice.

## Rollista
| Rollfigur               | Originalröst          | Svensk röst                                                                                                 |
| ----------------------- | --------------------- | --- |
| James Bond Jr.          | Corey Burton          | Andreas Nilsson                                                                                             |
| Horace Boothroyd/IQ     | Jeff Bennett          | Peter Sjöquist                                                                                              |
| Tracy Milbanks          | Mona Marshall         | Maria Weisby (55 avsnitt) Louise Raeder (7 avsnitt)                                                         |
| Gordon Leiter           | Jan Rabson            | Steve Kratz                                                                                                 |
| Fillie Farragut         | Susan Silo            | Maria Weisby (54 avsnitt) Louise Raeder (7 avsnitt)                                                         |
| Erik Äckelbäck          | Simon Templeman       | Jan Nygren                                                                                                  |
| Bradford Milbanks       | Julian Holloway       | Jan Nygren                                                                                                  |
| Burton "Buddy" Mitchell | Brian Stokes Mitchell | Steve Kratz                                                                                                 |
| Reginald Farragut       | Jan Rabson            | Steve Kratz                                                                                                 |
| Scumbossen              | Jeff Bennett          | Jan Nygren                                                                                                  |
| Dong                    | Jan Rabson            | Lasse Svensson (18 avsnitt) Peter Sjöquist (1 avsnitt) Fredrik Dolk (1 avsnitt) Johan Wahlström (1 avsnitt) |
| Ding-Ding               | Jeff Bennett          | Peter Sjöquist                                                                                              |
| Doktor Derange          | Julian Holloway       | Steve Kratz                                                                                                 |
| Skullcap                | Jan Rabson            | Peter Sjöquist                                                                                              |
| Goldfinger              | Jan Rabson            | Steve Kratz                                                                                                 |
| Goldie Finger           | Kath Soucie           | Annelie Berg                                                                                                |
| Oddjob                  | Jeff Bennett          | Peter Sjöquist                                                                                              |
| Barbella                | Kath Soucie           | Annelie Berg (4 avsnitt) Susanne Barklund (1 avsnitt)                                                       |
| Doktor No               | Julian Holloway       | Steve Kratz                                                                                                 |
| Spoiler                 | Michael Gough         | Jan Nygren                                                                                                  |
| Kapten Pank             | Ed Gilbert            | Peter Sjöquist                                                                                              |
| Bilge                   | Jan Rabson            | Steve Kratz                                                                                                 |
| Pump                    | Jeff Bennett          | Andreas Nilsson                                                                                             |
| Baron Von Skarin        | Julian Holloway       | Steve Kratz                                                                                                 |
| Miss Fortuna            | Susan Silo            | Maria Weisby (4 avsnitt) Louise Raeder (1 avsnitt)                                                          |
| Snuffer                 | Jan Rabson            | Jan Nygren                                                                                                  |
| Kameleonten             | Alan Oppenheimer      | Peter Sjöquist                                                                                              |
| Tiara Hotstones         | Kath Soucie           | Annelie Berg                                                                                                |
| Maximillion Cortex      | Jan Rabson            | Steve Kratz                                                                                                 |
| Vänsterhalv             | ?                     | Jan Nygren                                                                                                  |
| Högerhalv               | ?                     | Peter Sjöquist                                                                                              |
| Masken                  | Jan Rabson            | Steve Kratz                                                                                                 |

Den svenska dubbningen utfördes av Media Dubb, med översättning av Jan Nygren.

### Fotnoter
1. ↑  ”James Bond Jr.” (på engelska). TV.com. Arkiverad från originalet den 22 december 2015. https://web.archive.org/web/20151222080730/http://www.tv.com/shows/james-bond-jr/episodes/. Läst 19 december 2015.